# Las criaturas de cera vivientes
Las criaturas de cera vivientes est une bande dessinée espagnole illustrée par Francisco Ibáñez, appartenant à la franchise Mortadel et Filémon, éditée en 1982.

## Synopsis
Le Pr Estafilocóquez, un scientifique qui travaillait pour la T.I.A. et qui est devenu fou, s'est échappé du sanatorium et a volé dans la salle des horreurs du musée de cire. Le professeur a inventé une formule qui donne vie aux personnages de cire. Il utilisera ces créatures pour se venger de Super. Mortadel et Filémon devront l'en empêcher.

## Édition
Elle est publiée en série dans les nos 588 à 595 de la revue Mortadelo et figure dans le no 244 de l'ancienne collection Olé (Nacieron para detectives). Cependant, comme il s'agit d'une bande dessinée apocryphe, elle n'est plus publiée en raison de l'accord signé par Francisco Ibáñez et le Grupo Zeta lorsque cette maison d'édition rachète les droits à Bruguera. Néanmoins, Ediciones B avait publié cette bande dessinée dans le numéro 245 M-38 de sa collection Olé.
Après l'aventure En Alemania, Ibáñez a publié ses bandes dessinées en série dans le magazine Súper Mortadelo, si bien que les dernières histoires du magazine Mortadelo ont été remplies de dessins apocryphes (faits par d'autres auteurs). Ibáñez a réalisé une couverture de cette bande dessinée pour l'édition allemande de l'album. L'album est très apprécié par les fans du duo de détectives.